# Hu Dunfu
Dans ce nom chinois, le nom de famille, Hu, précède le nom personnel.
Pour les articles homonymes, voir Hu.
Hu Dunfu (chinois traditionnel : 胡敦復 ; Wade : Hu Tun-fu ; 1886-1er décembre 1978) est un mathématicien chinois et un pionnier dans l'enseignement supérieur. Il a remporté une bourse d'études du gouvernement Qing pour étudier à l'Université Cornell, et devient le premier doyen de l'université Tsinghua, à l'âge de 25 ans. Il est ensuite brièvement le doyen de l'université Fudan, avant d'établir l'université Utopia, en 1912 et la développer en l'une des meilleures universités privées de la Chine. Il a également servi en tant que chef du département de mathématiques de l'Université Jiao-tong de Shanghai et il a été le premier président de la Société mathématique chinoise qu'il a cofondée en 1935.

## Enfance et éducation
Hu Dunfu est né en 1886 dans une famille en vue de fonctionnaires érudits de Wuxi, dans la province du Jiangsu, et il est un descendant du chercheur et éducateur de la Dynastie Song, Hu Yuan (胡瑗; 993-1059). Alors qu'il a 11 ans, il est accepté par l'école primaire de la Nanyang Public School (maintenant l'université Jiao-tong de Shanghai), et, plus tard, il intègre son école secondaire. Quand son professeur Ma Xiangbo quitte Nanyang pour établir l'université l'Aurore et plus tard l'université Fudan, Hu, avec Huang Yanpei et d'autres, ont suivi Ma et ils sont devenus les premiers étudiants à Aurora, puis à Fudan.
En juin 1907, Hu remporte une bourse du gouvernement pour étudier aux États-Unis, et entre à l'université Cornell en septembre. Il obtient son baccalauréat en mathématiques en seulement deux ans, et retourne en Chine en août 1909.

## Carrière en Chine
En avril 1911, le gouvernement des États-Unis établit l'université Tsinghua à Pékin, en utilisant une partie des indemnités Boxer (en) payées par la dynastie Qing. Hu Dunfu est embauché au titre de premier doyen de Tsinghua, à l'âge de 25 ans,. Durant l'été, onze membres de la faculté Tsinghua fondent la Société Lida afin de promouvoir l'éducation en Chine, avec Hu à sa tête. En novembre 1911, au cours de la Révolution chinoise de 1911, les membres de la Société Lida démissionnent de Tsinghua après des désaccords avec les administrateurs américains du  collège, et quittent Pékin pour Shanghai. Hu est embauché par Ma Xiangbo en tant que doyen de l'Université de Fudan, mais il quitte bientôt l'école après une grève étudiante.
En mars 1912, Hu et ses collègues de la Société Lida fondent l'École Utopia à Nanshi, Shanghai, avec Hu comme premier président,. Sous sa direction, l'université Utopia est certifiée comme université en 1922, et se développe comme l'une des deux plus réputées universités privées en Chine, l'autre étant l'université de Nankai à Tianjin,.
Après que l'ami de Hu, Li Zhaohuan (en), soit devenu le président de l'université Jiao-tong de Shanghai (National Chiao Tung University, NCTU), il invite Hu pour aider à construire le département de mathématiques de la NCTU. Hu est ainsi devenu le chef département de mathématiques de la NCTU dans les années 1930. En juillet 1935, Hu, en collaboration avec d'autres grands mathématiciens chinois dont Feng Zuxun, Xiong Qinglai, Chen Jiangong, et Su Buqing, fonde la Société mathématique chinoise lors d'une réunion tenue dans la bibliothèque de la NCTU. Hu est le premier président de la société.
Alors que le Parti communiste chinois a vaincu le Kuomintang dans la guerre civile chinoise, Hu Dunfu suit le gouvernement du Kuomintang qui se retire à Taïwan en 1949. Le nouveau gouvernement communiste de la République populaire de Chine ferme l'université Utopia ainsi que beaucoup d'autres écoles privées, en 1952, et ses services sont séparés et regroupés en six universités publiques de Shanghai. Hu a essayé de rétablir l'université Utopia à Taïwan, mais a finalement échoué.

## Dernières années aux États-Unis
Hu a ensuite déménagé aux États-unis, où il enseigne à l'université de Washington jusqu'à sa retraite en 1962. Il est décédé le 1er décembre 1978, à Seattle, à l'âge de 92 ans.